# Classe Suffren (sous-marin)
Pour les autres classes de navires du même nom, voir Classe Suffren.
La classe Suffren, issue du programme Barracuda, est la deuxième génération de sous-marins nucléaires d'attaque (SNA) de la Marine nationale française et succède à la classe Rubis. Six sous-marins de classe Suffren doivent être construits. Leur admission au service actif doit s'échelonner entre 2022 et 2030. La tête de série, le Suffren, a été livrée à la Marine nationale le 6 novembre 2020 à Toulon. Les cinq autres unités devraient suivre à raison d'une unité tous les deux ans environ.
Les sous-marins de la classe Suffren sont deux fois plus gros que les Rubis qu'ils remplacent, avec un déplacement en plongée de 5 300 tonnes et une longueur de 100 m, contre respectivement 2 670 tonnes et 73,6 m. Ils restent néanmoins des sous-marins compacts si on les compare à leurs homologues anglais, russes et américains. Ils peuvent emporter jusqu'à 24 armes, panachage de torpilles F21, de missiles antinavires Exocet et de missiles de croisière MdCN. Ces derniers leur permettent de remplir de nouvelles missions par rapport aux Rubis. Grâce à des équipements fortement automatisés, ils embarquent un équipage limité à 65 marins et sont féminisables. Ils disposent d'une autonomie de 70 jours en vivres.

## Historique

### Remplacement de la classe Rubis
Six bâtiments sont prévus pour remplacer les six sous-marins nucléaires d'attaque de la classe Rubis, livrés dans les années 1980. La durée de vie prévue des SNA de la classe Rubis était initialement de 25 ans, mais des travaux ont été effectués pour prolonger celle-ci d'une douzaine d'années. En juillet 2019, le deuxième SNA de la classe Rubis, le Saphir, est désarmé après plusieurs reports, tandis que le Rubis a été prolongé de quelques années supplémentaires.

### Échec d'un projet commun avec le Royaume-Uni
La France a étudié un projet commun avec le Royaume-Uni, qui devait remplacer leurs SNA britanniques de la classe Trafalgar  dans le cadre du projet Future Attack Submarine (FASM), ce qui aurait pu s'accorder avec les besoins français. Mais un désaccord sur les calendriers met fin à ce projet de collaboration. Les Britanniques développent de leur côté la classe Astute qui entre en service à partir de 2010, c'est-à-dire dix ans plus tôt que la classe Suffren.

### Projet français Barracuda
Après la dissolution de l'URSS, les réductions budgétaires ont considérablement retardé le calendrier de remplacement des six SNA de la classe Rubis dans les forces sous-marines par six « sous-marins d'attaque du futur » (SMAF). Le développement de cette nouvelle classe de sous-marins est confiée à Naval Group et TechnicAtome (pour la propulsion)  qui sont les constructeurs habituels des classes de sous-marins à propulsion atomique français.
La phase de définition de ce nouveau navire débute en octobre 1998,. Les essais sont alors prévus en 2008 avec  une entrée en service du premier navire de la série en 2010. En 2015, l'entrée en service du premier exemplaire est reportée en 2018 à la suite de difficultés budgétaires, puis, en 2016, cette date est repoussée en 2019.
Le programme Barracuda comprend la construction des six sous-marins de la classe Suffren mais également la coordination des industriels qui gèrent eux-mêmes de nombreux sous-programmes, comme ceux liés à la chaufferie nucléaire, aux nouvelles armes et au système de combat.
Les infrastructures portuaires liées à la mise en œuvre de ces bâtiments, les simulateurs (sécurité-plongée, navigation et entraînement tactique, mise en œuvre du réacteur nucléaire et du compartiment machine) et la mise en place de la chaîne logistique sont gérés par le programme. Par contre, l'acquisition de deux valises sèches (caissons pour les forces spéciales), le missile de croisière naval (MdCN) et le développement de la torpille F21 sont des programmes distincts. L'essentiel de la maîtrise d'œuvre est assuré par Naval Group, à l'exception de la chaufferie nucléaire, gérée par TechnicAtome.
Le service d'infrastructure de la Défense (SID) assure la maîtrise d'ouvrage des chantiers d'aménagement des infrastructures, dont notamment :
- l'agrandissement de l'école de navigation sous-marine (ENSM/BPN de Toulon), où sept simulateurs ont été installés en 2016 pour former les équipages[9] ;
- les travaux dans les ports de Brest et Toulon, qui commencent dès 2014[9].

Le programme Suffren représente un budget global de 9,1 milliards d'euros, avec un coût de série (hors développement) d'environ un milliard d'euros par sous-marin.

## Caractéristiques techniques

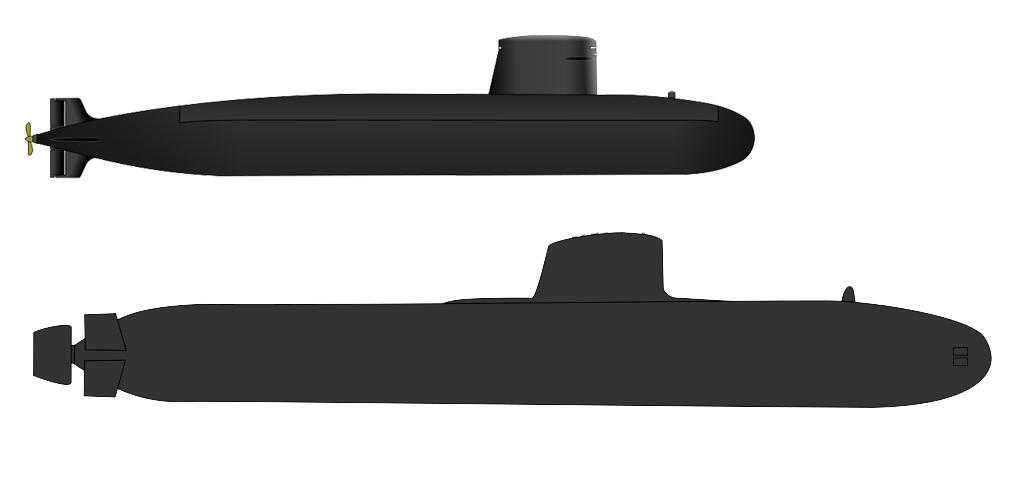
Comparaison des dimensions des sous-marins d'attaque français de la classe Rubis (en haut) et Suffren (en bas). Le second a un tonnage deux fois supérieur et est plus long de 33 %.

### Architecture générale
La conception de cette classe a débuté en 2002. Il s'agit d'un engin d'une grande complexité : chaque sous-marin comprend 700 000 composants élémentaires, 70 000 assemblages, 500 systèmes ou sous-systèmes, 200 applications informatiques totalisant 21 millions de lignes de code, 20 kilomètres de canalisations et 150 kilomètres de câblages électriques. Environ 10 000 personnes participent à sa construction. Ils travaillent principalement à Naval Group, Technicatome, la DGA et le CEA. La construction du Suffren a représenté 50 millions d'heures de travail dans ces entreprises et 20 millions d'heures chez les sous-traitants répartis dans toute la France.
La classe Suffren reprend la technologie des sous-marins lanceurs d'engins de la classe Le Triomphant. Les Suffren doivent remplacer les Rubis qui sont entrés en service entre 1983 et 1993. Ceux-ci sont des sous-marins d'attaque à propulsion nucléaire particulièrement compacts, avec un déplacement en plongée de 2 670 tonnes une longueur de 73,6 mètres et un diamètre de coque de 6,4 mètres. Ces navires emportent 14 armes, panachage de missiles antinavires Exocet SM39 et de torpilles, et ils peuvent mouiller des mines.
De leur côté les Suffren sont deux fois plus gros que les Rubis : longs de 99 mètres pour un diamètre de coque de 8,8 mètres, leur déplacement en plongée atteint 5 200 tonnes et ils peuvent emporter 24 armes. Ils sont toutefois plus petits que leurs homologues américains (classe Virginia : 115 mètres de long pour un déplacement de 7 800 tonnes), britanniques (classe Astute : 97 mètres pour 7 800 tonnes) et russes (classe Akula II : 114 mètres pour 9 650 tonnes). Cette taille plus réduite limite le nombre de torpilles/missiles emportés.
Les Suffren, du fait de leur taille supérieure à celle des Rubis, permettent des sorties en mer plus longues (70 jours contre 45 jours pour les Rubis et 90 jours pour les sous-marins de la classe Le Triomphant). Leur taille leur permet également d'être plus silencieux que les Rubis. Ils reprennent les dispositifs amortisseurs de vibrations et de chocs mis au point pour la classe Le Triomphant et l'intérieur de la coque est recouvert de matériaux isolants comme le liège. Contrairement aux sous-marins nucléaires d'attaque des autres pays, la partie externe de leur coque n'est pas recouverte de tuiles  anéchoïques (une technique est à l'étude pour les sous-marins lance-missiles français de troisième génération qui sera éventuellement appliquée de manière rétroactive sur les Suffren).
Le nouveau cœur combustible permet d'espacer les opérations de maintenance : tous les dix ans au lieu de sept ans pour les actuels SNA de la classe Rubis. La motorisation sera mixte : la vapeur produite par le réacteur anime non seulement une turbine qui entraîne directement l'hélice, mais aussi des turbo-alternateurs qui peuvent alimenter des moteurs électriques. Il en résulte des navires plus efficaces énergétiquement et plus silencieux.

### Coque
La coque est réalisée en acier spécial de type 80HLES (haute limite d’élasticité soudable), version française du HY-100 utilisé pour construire les sous-marins des classes Seawolf et Virginia de l'US Navy. Elle permet au sous-marin de plonger à une profondeur de 350 mètres. Sa forme a été longuement testée d'abord dans les bassins du site de la DGA à Val de Reuil puis au lac de Castillon. La classe Suffren est la première série de sous-marins français équipés de barres arrière disposées en croix de saint André. Les différentes combinaisons des quatre safrans permettent d'obtenir les changements de direction ou d'immersion. Cette configuration permet, grâce à un automate de pilotage, de pallier des dysfonctionnements sur l'un des safrans, ou sur sa chaîne d'orientation (commande, actionneur…).

### Sonars
| Sonar de coque et flanc  | Thales UMS-3000    |
| Flute sonar remorquée    | TBF                |
| Sonar obstacle et mines  | Thales SEACLEAR    |
| Détecteur d’alerte sonar | Thales VELOX-M8    |
| Sonar de navigation      | Thales NUSS-2F Mk2 |
| Mât optronique d'attaque | Sagem Série 30 AOM |
| Mât optronique de veille | Sagem Série 30 SOM |

Le sous-marin en plongée dépend entièrement de ses sonars pour identifier sous-marins, navires en surface, mines et obstacles fixes. Pour ne pas trahir sa présence ceux-ci sont en majorité passifs, c’est-à-dire qu'ils ne fonctionnent qu'en réception. Le sous-marin comprend plusieurs capteurs spécialisés. L'antenne cylindrique située dans la partie inférieure du dôme formant la proue a une superficie plus importante et est plus sensible que celle des Rubis. Les sonars situés sur les flancs  ont une superficie deux fois supérieurs à ceux du Rubis. Ils ont la forme de panneaux épais moulés par-dessus la coque et ils peuvent être démontés pour les travaux de maintenance. Chaque capteur est moulé dans un panneau en caoutchouc et dispose de sa propre électronique qui transmet les signaux sous forme numérique à l'ordinateur affecté au sonar. Celui-ci convertit ces données dans un format audio et vidéo compatible avec les consoles de la salle des opérations. La taille plus réduite des capteurs et la capacité de traitement nettement accrue par rapport à la génération précédente permet d'améliorer la capacité du sous-marin à capter des sons, à déterminer la distance et l'azimut de leurs sources et à détecter des transitions sonores très courtes. Parmi les améliorations figurent le rapprochement automatique avec la base sonore constituée par le CIRA et la possibilité de conserver les signaux dans leur format brut.
Les Suffren disposent également d'antennes passives de nouvelle génération qui permettent d'intercepter les signaux émis par les sonars actifs embarqués sur des navires de surface, des bouées larguées par ceux-ci ou par des avions de patrouille anti-sous-marine ou par des torpilles dotés de capteurs acoustiques. Ces sonars sont situés sous de petits renflements sur la coque au niveau de la partie supérieure du massif et sous la coque avant. Le Suffren dispose également d'un sonar remorqué identique à celui utilisé par la classe Rubis. Celui-ci doit être remplacé par un nouveau modèle en cours de développement. Enfin les Suffren emportent un sonar actif MOAS en forme de T qui est situé au-dessus de l'antenne cylindrique avant entre les tubes de lancement. Le MOAS  est chargé de déterminer les obstacles situés à l'avant et détecter d'éventuelles mines. Ce sonar actif est rendu plus discret en envoyant un signal de faible puissance et utilisant une fréquence élevée ce qui limite sa propagation. Enfin un téléphone sous-marin s'appuyant sur la même technique permet de transmettre la voix ou des données à des navires en surface ou à des sous-marins jusqu'à une distance de quelques kilomètres. Les sonars sont fournis par Thales, un des leaders mondiaux dans ce domaine.

### Capteurs de surface
En surface le Suffren utilise des capteurs placés sur trois mâts rétractables situés au sommet du kiosque du sous-marin. Le périscope traditionnel qui pénètre physiquement jusqu'au coeur du sous-marin et que le commandant fait pivoter pour observer la surface est remplacé par un système optronique qui transmet les images recueillies par des caméras jusqu'aux différentes consoles du centre opérationnel. Ce dispositif supprime le périscope qui traversait la coque épaisse et qui imposait le positionnement du PC opérationnel sous le kiosque du sous-marin. Aussi ce PC a-t-il été légèrement reculé par rapport aux dispositions habituelles libérant de la place pour le logement de l'équipage.
Le mat optronique de veille (MOV) qui renvoie des images au PC opérationnel comprend une caméra à haute définition, une caméra thermique, une caméra utilisée pour les bas niveaux de lumière et une caméra de secours. Les caméras sont rotatives ce qui permet une surveillance panoramique à 360°. Le deuxième mat optronique utilisé pour les attaques (MOA) est beaucoup plus fin (une quinzaine de centimètres de diamètre) pour réduire le risque de détection et limiter la traînée en surface et comprend plusieurs caméras. Le MOA comme le MOV comprennent des systèmes de guerre électronique. Le troisième mat supporte une antenne radar rotative utilisée pour la navigation et la détection de cibles en surface.

### Armement

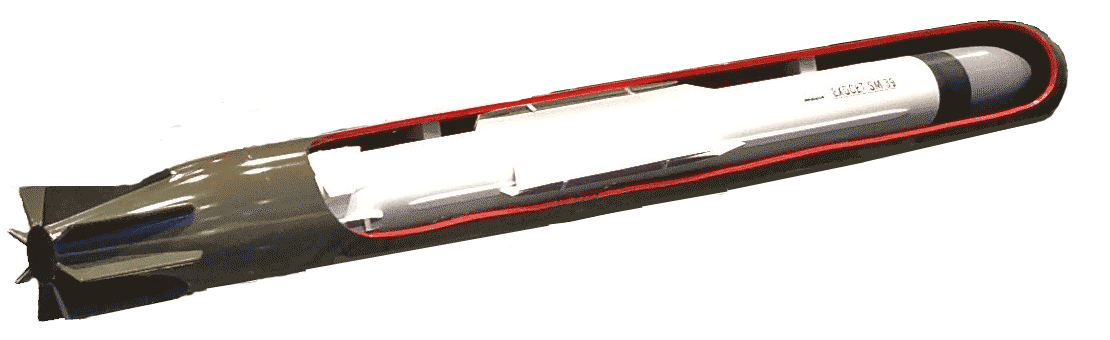
Maquette de missile antinavire SM-39 à changement de milieu.

Le Suffren dispose de quatre tubes lance-torpilles et de vingt armes stockées en râtelier (vingt-quatre si les tubes lance-torpilles sont utilisés pour le stockage). Sa capacité est nettement plus importante que celle des Rubis (10+4) mais inférieure à celle des sous-marins d'attaque des puissances étrangères qui bénéficient d'une taille plus importante. Le Suffren embarque les types d'armes suivantes : 
- La torpille lourde filoguidée F21 Artémis a une longueur de 6 m pour un diamètre de 533 mm et une masse de 1 550 kg. Sa vitesse est comprise entre 43 km/h  et 93 km/h (50 nœuds) et sa portée est de 50 km. Elle peut circuler à une profondeur comprise entre 10 et 500 mètres. Les deux hélices contrarotatives sont mises en mouvement par un moteur électrique dont l'énergie provient de batteries oxyde d’argent-aluminium (AgO-Al). Le guidage est assuré par une liaison directe par fibre optique et en phase finale par un système acoustique. La torpille emporte une charge explosive lourde dont l'explosion est capable de détruire un grand destroyer. Cette nouvelle torpille est déployée depuis 2019 à bord des SNLE et des SNA français[12].
- Le missile de croisière naval MdCN permet d'aller frapper des cibles éloignées (portée de classe 1 000 km). Ce missile de deux tonnes est long de 7 mètres. En vol, il utilise conjointement une centrale inertielle, un radioaltimètre et un système de positionnement par satellite pour déterminer sa trajectoire et frapper sa cible avec une précision de l'ordre du mètre. Cette arme est également déployée à bord des frégates FREMM, sachant que les sous-marins les tirent en plongée avec changement de milieu, ce qui leur permet se mieux se positionner par rapport à leur cible[13].
- Le missile antinavire Exocet SM39 mod2 à changement de milieu est abrité dans une capsule étanche. Il est éjecté avec de l'air comprimé par un tube lance-torpilles. À la sortie de l'eau, la capsule  est éjectée et le moteur-fusée du missile est mis à feu. Le missile entame alors un vol à vitesse subsonique et près de la surface pour éviter d'être détecté par les radars. Il frappe le navire avec une charge explosive lourde. Sa portée est de 50 milles nautiques. Une version améliorée, le MM40, est annoncée en 2024 pour une entrée en service en 2030,avec une portée d'un minimum de 120 km[14].

Le Suffren dispose d'un système de contremesures électroniques NEMESIS (évolution de CONTRALTO) de Naval Group avec des leurres Canto-S et manœuvres évasives automatiques selon le principe de confusion-dilution. Le navire peut également mouiller des mines acoustiques FG29 (650 kg, entrée en service en 1988) ou lancer le drone sous-marin D-19 basé sur la torpille F21 .

### Propulsion
L'énergie est fournie par un réacteur nucléaire TechnicAtome K15 de 150 MW thermique qui réchauffe le fluide d'un circuit primaire (au contact des éléments combustibles) et la transfère à un circuit d'eau secondaire ou elle est transformée en vapeur. Le système de propulsion est « hybride ». Dans le premier mode, le plus puissant, la vapeur est envoyée à la turbine de propulsion Thermodyn qui entraîne directement l'arbre de l'hélice-pompe carénée. Le second mode, électrique, permet d'être silencieux pour les manœuvres tactiques. Dans ce mode, la vapeur entraîne deux turbo-alternateurs Thermodyn-Jeumont alimentant une paire de moteurs de propulsion électriques fournis par le groupe ECA. Deux moteurs Diesel MAN et deux ensembles de batteries fournissent une source d'énergie secondaire et de secours. La vitesse maximale n'est pas fournie mais elle dépasserait 25 nœuds (environ 46 km/h). Le Suffren est décrit comme ayant une discrétion presque dix fois supérieure à la précédente génération de SNA.

### Communications
Les Suffren disposent de plusieurs moyens de communications : 
- Mât satellite Thales DIVESAT pour communication avec les satellites de télécommunications SYRACUSE
- Liaisons de donnée tactique L11, L22 et L16
- Balise de détresse et téléphone sous-marin Thales TUUM-5 Mk2

### Hangar de pont
Les Suffren pourront disposer d'un hangar de pont (parfois appelé valise sèche) permettant de déployer les commandos plus facilement que par les tubes lance-torpilles utilisés jusque là. Ce hangar long de 11 mètres pour une largeur de 3 mètres et une masse d'environ 43 tonnes est fixé à l'arrière du kiosque. Maintenu au sec même durant les plongées les plus profondes, il comprend un sas qui permet aux commandos d'y pénétrer depuis l'intérieur du sous-marin. Il permettra de transporter également des véhicules comme des drones ou le PSM3G. Le PSM3G est un engin qui doit permettre de transporter une dizaine de plongeurs commandos sur plusieurs kilomètres.
Ce dispositif est testé début décembre 2020et devrait être admis au service, ainsi que le PSM3G à l'été 2025.

### Équipage
Les Suffren sont fortement automatisés ce qui a permis de réduire la taille de l'équipage par rapport aux  Rubis pourtant plus petits et moins complexes qui comprennent 70 membres. L'équipage des Suffren comprend 63 membres dont une douzaine d'officiers auxquels s'ajoutent les deux spécialistes du sonar (oreilles d'or). Le commandant dispose d'une cabine individuelle. Les autres membres de l'équipage sont logés dans des cabines comprenant deux, quatre ou six couchettes. Des couchettes supplémentaires sont prévues pour les commandos dans le cadre des opérations spéciales. Les locaux permettent d'accueillir des équipages mixtes comme c'est déjà le cas à bord des SNLE depuis 2018.
Comme pour les autres sous-marins nucléaires deux équipages (bleu et rouge) sont affectés à chaque sous-marin ce qui permet de maximiser leur utilisation.

### Capacités
Les sous-marins de la classe Suffren ont une autonomie illimitée grâce à leur cœur nucléaire. Pour une mission standard le sous-marin peut emporter jusqu'à 70 jours en vivres. Ils peuvent plonger plus profond que leurs prédécesseurs : sans doute 350 mètres compte tenu qu'officiellement les Rubis peuvent plonger à 300 mètres. Des profondeurs supérieures peuvent être atteintes pour répondre à des cas d'urgence mais il y a alors un risque de dommages sérieux sinon irréparables de la coque.
Pour des opérations spéciales les sous-marins de la classe Suffren peuvent emporter sur le dessus de la coque un sous-marin de poche destiné aux opérations spéciales (le propulseur sous-marin de troisième génération PSM3G).
| Caractéristique | Suffren            | Rubis              | Virginia                 | Akula                                    | Iassen                         | Astute                     |
| --- | ------------------ | ------------------ | ------------------------ | ---------------------------------------- | ------------------------------ | -------------------------- |
| Pays | France             | France             | États-Unis               | Russie                                   | Russie                         | Royaume-Uni                |
| Mise en service | 2022-2029          | 1983-1993          | 2004-                    | 1984-2001                                | 2013-                          | 2007 -                     |
| Unités construites/à construire(a) | 3/3                | 6/0                | 22/16                    | 15/0                                     | 4/5                            | 5/2                        |
| Longueur | 99,5 m.            | 73,6 m.            | 115 m.                   | 110,6 m.                                 | 119 m.                         | 97 m.                      |
| Maître-bau | 8,8 m.             | 7,6 m.             | 10 m.                    | 13,6 m.                                  | 13 m.                          | 11,3 m.                    |
| Tirant d'eau | 7,3 m.             | 6,4 m.             | 9,3 m.                   | 10,4 m.                                  | 9,4 m.                         | 10 m.                      |
| Déplacement en plongée | 5 300 t.           | 2 670 t.           | 7 900 t.                 | ~13 000 t.                               | 13 800 t.                      | 7 800 tonnes               |
| Vitesse(b) | 25 nœuds (46 km/h) | 25 nœuds (46 km/h) | 25 nœuds (46 km/h)       | 28 nœuds (52 km/h)                       | 28 nœuds (52 km/h)             | 29 nœuds (54 km/h)         |
| Profondeur(c) | 350 m.             | 300 m.             | > 240 m.                 | 520 m.                                   | 450 m.                         | > 300 m.                   |
| Équipage | 63                 | 70                 | 135                      | 90                                       | 85                             | 98                         |
| Armement(d) : - Torpilles - Missiles anti-navires - Missiles de croisière | F21 Exocet MdCN    | F21 Exocet 0       | Mark 48 Harpoon Tomahawk | Type 65 ou 53 RPK 6 ou 7 RK-55 ou Kalibr | Type 65 Kalibr ou Oniks Kh-101 | Spearfish Harpoon Tomahawk |
| Nbre armes dont : - Tubes lance-torpilles - Salle des torpilles - Armes à lanct vertical | 24 4 20 0          | 14 4 10 0          | 38 4 22 12               | 40 8 32 0                                | 72 10 30 32                    | 38 6 32 0                  |
| Autres caractéristiques |                    |                    |                          |                                          |                                |                            |
| (a) : Situation courant 2024. Inclut des unités désarmées (par exemple pour les classes Rubis ou Akula) (b) : la valeur exacte n'est pas disponible. La vitesse à laquelle la marche du sous-marin est silencieuse (caractéristique essentielle) n'est pas disponible. (c) : la valeur exacte n'est pas disponible. (d) : L'emport de mines ou de drones sous-marins, caractéristique commune à tous les modèles n'est pas précisé. (e) : Les caractéristiques des sonars (portée,...) le niveau sonore, et d'autres caractéristiques essentielles, ne sont pas disponibles. |                    |                    |                          |                                          |                                |                            |

## Missions de la classe Suffren
Les sous-marins de la classe Suffren sont conçus pour remplir les types de mission suivants : 
- protéger les sous-marins lance-missiles nucléaires (SNLE) de la Force océanique stratégique dans les phases de leur patrouille où ceux-ci sont vulnérables c'est-à-dire au début et à la fin de leur mission. Deux sous-marins d'attaque sont normalement affectés à cette tâche ;
- le recueil discret de renseignements et le déploiement de forces spéciales[16] ;
- la protection d'un groupe aéronaval ou amphibie composé d'un porte-avions ou d'un porte-hélicoptères et de son escorte de destroyers et de ravitailleurs[16] ;
- l'attaque de navires de surface ou d'autres sous-marins ;
- par rapport à la classe des Rubis, les Suffren disposent d'une nouvelle capacité grâce aux missiles de croisière qu'ils embarquent : celle d'un tir ciblé sur une installation terrestre située à une distance pouvant atteindre 1 000 kilomètres.

## Liste des navires
La marine nationale a commandé 6 navires de la classe Suffren, un nombre identique à celui de la classe qu'elle remplace. Tous les sous-marins de la classe devaient porter initialement les noms d'amiraux français qui se sont distingués sur les mers. Le sous-marin tête de série, le Suffren, a été livré à la Marine le 6 novembre 2020 puis le Duguay-Trouin en 2023, lequel entre en service actif le 4 avril 2024. Ils seront suivis du Tourville et du De Grasse. Les deux derniers sous-marins devaient initialement se nommer Dupetit-Thouars et Duquesne. En mars 2015, sur proposition du chef d'état-major de la Marine, le ministre de la Défense décide de les renommer Rubis et Casabianca, du nom de deux sous-marins de la Seconde Guerre mondiale.
Le 7 mai 2018, le ministère des Armées annonce la commande du cinquième sous-marin, le Rubis ,. Le 12 juillet 2019, la ministre des Armées, Florence Parly, confirme la commande du 6e sous-marin, le Casabianca ,.

### Calendrier
| N°   | Nom           | Première découpe | Mise sur cale   | Mise à l'eau    | Essais en mer   | Livraison        | Service actif  |
| ---- | ------------- | ---------------- | --------------- | --------------- | --------------- | ---------------- | -------------- |
| S635 | Suffren       | 19 décembre 2007 | 2016            | 1er août 2019   | 27 avril 2020   | 6 novembre 2020  | 3 juin 2022    |
| S636 | Duguay-Trouin | 26 juin 2009     | 2017            | septembre 2022  | 26 mars 2023    | 10 août 2023     | 4 avril 2024   |
| S637 | Tourville     | 28 juin 2011     | 2019            | 20 juillet 2023 | 12 juillet 2024 | 16 novembre 2024 | 4 juillet 2025 |
| S638 | De Grasse     | 2015             | 31 juillet 2023 | 2026            |                 | 2026             | 2027           |
| S639 | Rubis         | 2019             |                 | 2027            |                 | 2028             | 2029           |
| S640 | Casabianca    | 2020             |                 | 2028            |                 | 2029             | 2030           |